# متحف برمنغهام للعلوم (ثينكتانك)
متحف برمنغهام للعلوم، ثينكتانك (ويعرف اختصاراً باسم ثينكتانك) هو متحف للعلوم والصناعات العلمية يقع في مدينة برمنغهام، إنجلترا. افتتح عام 2001، وهو جزء من اتحاد متاحف برمنغهام يقع في منطقة الألفية في شارع كورزون.

## التاريخ
كانت البداية من «مجموعة برمنغهام للعلوم والصناعة» الذي بدء في منتصف القرن التاسع عشر، وكانت المجموعة مكونة من مقتنيات من الأسلحة. ثم افتتح «متحف برمنغهام ومعرض الفنون» عام 1885، وشمل مجموعة من المقتنيات العلمية. عام 1951، افتتح معرض العلوم والصناعة في «إلكينغتون لأعمال الطلاء الكهربائي بالفضة» في شارع نيوهول. في الأعوام التالية، حصل المتحف على عدد من المقتنيات من قطع مفردة ومجموعات كاملة، كلها ذات علاقة بالصناعة المحلية وتاريخ العلوم والتكنولوجيا.
قرر مجلس مدينة برمنغهام عام 1995 نقل المتحف بفضل الحصول على فرصة إنشاء مبنى جديد. في ذلك الوقت، كانت حال المبنى القديم سيئة وبحاجة للترميم، ولم تكن العديد من المقنيات قابلة للعمل. أغلق المتحف السابق عام 1997، وافتتح المتحف الجديد «ثينكتانك» في 29 أيلول (سبتمبر) 2001. كجزء من مجمع الألفية في برمنغهام الذي كانت تكلفته حوالي 114 مليون جنيه استرليني. وقد موّل هذا المشروع مجلس المدينة وبدعم من لجنة الألفية. هذا وقد نقلت بعض الأغراض التي لم تعرض إلى مركز مقتنيات متحف برمنجهام، في حين عرضت أشياء أخرى كانت مخزّنه في المستودعات
على الرغم من أن الدخول للمتحف السابق كان مجانياً، إلى أن متحف ثينكتانك فرض رسوماً للدخول. عام 2005، خضع المتحف لأعمال تحسينات بكلفة مليوني جنيه استرليني وتضمن ذلك تركيب نموذج يمثل النظام الشمسي. بحلول عام 2007، كان عدد الزوار الذين زاروا المتحف حوالي مليون زائر. وفي نيسان (أبريل) 2012، تولى مجلس متاحف برمنجهام إدارة المتحف مع ثمان مواقع أخرى.
في آذار (مارس) 2015، افتتح معرض جديد، تضمّن عرض طائرة من أنتاجهم المحلي. ومن المعروضات الجديدة "خوذة طيران جلدية كانت ملكاً لهيلين كيرلي إحدى رائدات الطيران في بريطانيا أثناء الحرب العالمية الثانية.

## المقتنيات المعروضة

### طائرات
| صورة | العنصر            | الوصف |
| ---- | ----------------- | --- |
|      | سوبرمارين سبتفاير | ML 427، بنيت عام 1944، هدية للمتحف من وزارة الطيران عام 1958. معلقة في السقف. وهي إحدى 10000 نفاثة صنّعتها شركة كاستيل.           |
|      | هوكر هوريكان      | رقم KX829. صنّعها شركة طائرات هوكر عام 1943، ثم أصبحت لاحقاً من ممتلكات جامعة لوفبرا والتي منحتها للمتحف عام 1961. معلّقة في السقف. |

### قطارات
| صورة | العنصر | الوصف                                                                             |
| ---- | ------ | --------------------------------------------------------------------------------- |
|      |        | قاطرة بخارية، صنعت عام 1939. منحها مجلس السكك الحديدية البريطاني للمتحف عام 1966. |

### ترام
| صورة | العنصر                        | وصف                           |
| ---- | ----------------------------- | ----------------------------- |
|      | شركة برمنغهام للترام ترام 395 | ترام برمنغهام الوحيد المحفوظ. |

### سيارات
| صورة | العنصر                                 | وصف |
| ---- | -------------------------------------- | --- |
|      | ريلتون موبيل خاصة                      | |
|      | سيارة ستار بنز                         | صنّعت من قبل شركة ستار للسيارات، مولفرهامبتون، عام 1898، مُنحت للمتحف عام 1965.                                                                                                |
|      | سيارة لانكستير تعمل بالبنزين والكهرباء | صُممت وصُنّعت بواسطة فريديريك لانكستر عام 1926. منحت للمتحف عام 1961. |
|      | أوستن 7                                | سيارة أوستن سيفين تورير، رقم التسجيل XO 4133. صنعت عام 1923، بقيت ملكاً للمصنع حتى عام 1944 ثم نقلت ملكيتها للمتحف عام 1975. وهي تاسع أقدم نموذج من ~300 الباقية لغاية اليوم. |
|      | موريس ميني                             | رقم التسجيل XEW 583، صُنعت عام 1959، اشتراها المتحف عام 1982. |

### محركات بخارية
| صورة | العنصر                            | الوصف |
| ---- | --------------------------------- | --- |
|      | نموذج لعربة وليلام مردوك البخارية | 1784 |
|      | مولد بيليس البخاري                | يعود تاريخه لعام 1891، صممه كل من ألبرت تشارلز بين وألفريد مولكوم، منحته شركة بيليس وموركوم المحدودة للمتحف عام 1982. |
|      | محرك كروسلي الغازي العمودي        | يعود لعام 1873، صمّمه يوجين لانغين ونيكولاس أوتو، منح للمتحف عام 1976. |
|      | محرك غالواي أحادي اتجاه التدفق    | يعود تاريخه لعام 1924، صممه المهندس يوهان ستامف، منحته شركة هوفيس المحدودة للمتحف عام 1956 |
|      | محرك مطحنة كورليس                 | |
|      | محرك موراي الدائري المسنن         | صنع حوالي عام 1802، وهو ثالث أقدم محرك عامل في العالم. وهبت شركةهينغلي وأبناؤه المحدودة المحرك للمتحف عام 1961. |
|      | محرك سميثويك                      | أقدم محرك عامل في العالم، صممه وصنّعه جيمس واط عام 1779 واستمر المحرك في العمل لغاية عام 1891. تبرعت شركة قناة برمنغهام بالمحرك للمتحف عام 1959. ومنح جائزة التراث من قبل معهد المهندسين الميكانيكيين عام 2014. يعمل المحرك بطاقة البخار لعدة أيام كل عام ويتم عرض طريقة رفعه للمياه يومياً لزوار المتحف. |
|      | محرك ضخ بخاري                     | صُنغ عام 1883 من قبل شركة جميس واط وشركاه، برمنغهام، مُنح المحرك للمتحف عام 1958. |

### آلات أخرى
|  | مولد وولريتش           | أول آلة كهربائية ثقيلة في العالم |
|  | Button shank آلة تصنيع | إحدى أقدم الآلات التي صممت لتصنيع منتج معين. صممها رالف هيتون عام 1794، تعمل بالبخار وقد صنّعت هذه الآلة حوالي 750000 من الأزرار ذات المقبض في اليوم عام 1851. |
|  | حاسوب هارويل ديكاترون  | أول حاسوب تم صناعته بالعالم عام 1951 تبرعت به كلية (وولفرهامبتون اند ستافوردشاير) للتكنولوجيا عام 1973 للمتحف وبقي معروض لمدة اربع وعشرين سنة حتى عام 1997 عندما اغلق المتحف وبعدها جرى تفكيك الجهاز وتخزينه في المستودعات ليتم نقله لاحقا إلى المتحف الوطني للحواسيب |

## معروضات
يتضمن المعرض أربعة طوابق تُعرض فيها حوالي 200 معروضة. خصص كل طابق لفكرة معينة، حيث يتدرّج العرض من الماضي (المستوى 0)، الشرفة (المستوى 1)، الحاضر (مستوى 2) والمستقبل (معرض المستقبل) (مستوى 3)

## محيط المتحف
يتشارك المتحف المبنى مع جامعة مدينة برمنغهام ويقع في منطقة ديغبيث بالقرب من جامعة أستون. كما يقع مقابله مبنى وودمان وهو بيت شعبي ومحطة شارع كورزون للقطار.

## روابط خارجية
- الموقع الرسمي

‌